# Monterrey
Monterrey Mexikó egyik legnagyobb városa, Új-León tagállam fővárosa. A szűken vett város (Monterrey község) lakossága 1 135 512 fő (2010), de a hozzá tartozó agglomerációt több mint 4 millióan lakják, ezzel a harmadik legnépesebb az országban a mexikóvárosi és a guadalajarai agglomeráció után.

## Története

### A város alapítása
Monterrey városát a 16. század során háromszor is megalapították, de az első két település áldozatául esett az őslakók ellenállásának, a mezőgazdasághoz kedvezőtlen talajviszonyoknak és az alapítók inkvizícióval való szembenállásának.
Először 1577-ben Alberto del Canto hozott létre itt egy települést Santa Lucía néven. Saltillo megalapítása után fedezte fel a Valle de Extremadura völgyet, ahol a város ma is áll, és itt alapította meg a falut, melynek lakói eredetileg a bennszülöttek lehettek. Egy év múlva azonban letartóztatási parancsot adtak ki del Canto ellen, ez is hozzájárult a falu hanyatlásához.
Néhány évvel később a spanyol királyok úgy döntöttek, nem adnak több pénzt a felfedezésekre, de nem tiltották meg senkinek, hogy saját költségén bármerre is elinduljon. Luis de Carvajal y de la Cueva ekkor Spanyolországba utazott, és tárgyalásokat folytatott II. Fülöp spanyol királlyal, hogy meghódítsák a területet és létrehozzák és benépesítsék az Új León-i Királyságot (Nuevo Reino de León). A javaslatot a király elfogadta, így Carvajal visszatért Új-Spanyolországba, Tampico városában kikötve. Hamar leigázta a vidéket, és ugyanazon a helyen, ahol korábban Santa Lucia áll, megalapította a „második Monterreyt”, San Luis Rey de Francia néven. Azonban egy Juan de la Magdalena nevű szerzetes orgazdaságért feljelentette az alapítót, aki így börtönbe került és ott is halt meg. Ennek következtében a település pusztulásnak indult, az Új León-i Királyság 8 évre elnéptelenedett.
Ezután Carvajal néhány társa, köztük Diego de Montemayor visszatért még egy időre, ám amikor őt Coahuila kormányzójának helytartójává nevezték ki, ismét távozott a területről. Végül 1596-ban tért vissza 12 család kíséretében, és ez év szeptember 20-án megalapította a mai várost, Ciudad Metropolitana de Nuestra Señora de Monterrey néven. A névadással Gaspar de Zúñiga y Acevedo előtt tisztelgett, aki a galiciai Monterrei grófja volt, abban az időben Új-Spanyolország alkirálya.

### 17. és 18. század
A település ezután lassú növekedésnek indult, eleinte földműveléssel, állattenyésztéssel és bányászattal foglalkoztak: mindez a helyi lakók igényeit elégítette ki. 1612-ben aztán egy óriási vihar elpusztította a helyiek kunyhóit, ezután Diego Rodríguez, a királyság kapitánya egy kicsit átköltöztette a települést. Martín de Zevala, aki 1626 és 1664 között volt a terület kormányzója, új telepeseket, állatokat és eszközöket is hozott magával ide. A város ezután a Tampico, Saltillo és a texasi San Antonio Mexikóvárossal történő kereskedelmének lebonyolításában vált fontos csomóponttá. A 18. század második felében azonban egész Új-León területéről, szinte minden faluból és városból emberek sokasága indult el, hogy benépesítse Tamaulipast, így Monterrey környéke is szinte elnéptelenedett, de a század végére megint növekedésnek indult a népesség, többek között a mai Tenerías városrész környékén létesültek újabb települések. A kereskedelmet ez idő tájt a csempészet és a vámhatóságok betelepítése pezsdítette fel.

### 19. század, függetlenség

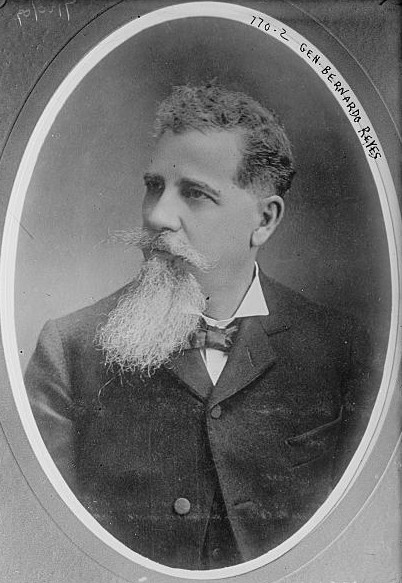
Bernardo Reyes, az állam kormányzója (1885-1909)

A függetlenségi harcok jórészt elkerülték a térséget, de azért itt is voltak hadi események. 1813. július 2-án José Herrera támadta meg a várost, a piactéren felkelőket is agyonlőttek. A független Új-León állam 1824. május 7-én jött létre, fővárosa Monterrey lett. Az ezután állandósuló belpolitikai harcokat súlyosbította az USA 1846-os inváziója. Több csata után végül szeptember 24-én esett el a városközpont William Worth tábornok támadása eredményeképpen. 1855-ben a Lampazos de Naranjo községből visszatérő Santiago Vidaurri (aki ott hirdette ki a szabadság visszaállítására irányuló tervét, a Plan Restaurador de la Libertadot) szerezte meg az állam kormányzóságát. Ezután a város az Északi Hadsereg főhadiszállásává vált, azonban a kongresszus Galeana községbe települt át.
Az amerikai polgárháború idején Monterrey a gyapotszállítás fontos tranzitállomásává vált: a déli államokból Matamoros kikötőjébe szállított áru áthaladt a városon is. Szappan-, cukor-, és textilipari üzeme valamint malma mellé 1867-ben sör-, jég- és gyufagyárakat is építettek. Bernardo Reyes kormányzó idején (1885-1909) kiépült a vízvezeték- és öntözőhálózat, felépült a kormányzati palota, a fegyház, több emlékmű és a város közlekedését a mai napig meghatározó sugárutak egy része, bútor-, ruha-, acél-, üveg- és dohánygyárak létesültek. (Az 1898-ban a városba látogató Porfirio Díaz elnök meg is dicsérte a kormányzót a fejlődésért.)

### 20. század
1910-ben a későbbi mexikói elnököt, Francisco I. Maderót, aki az az évi választásokon nagy népszerűségre tett szert, Monterreyben tartóztatták le lázadás szervezésének és a hatóságok megsértésének vádjával, és San Luis Potosíban be is börtönözték. A forradalom során 1914. április 24-én érte támadás a várost, ezután a fejlődés megtorpant. Bár az 1920-as években még jelen volt a politikai indíttatású erőszak, mégis ez az évtized szolgált példaként az elkövetkező évek számára: ekkor alapították az Universidad Autónoma de Nuevo León egyetemet, az állam történetével, földrajzával és statisztikáival foglalkozó intézetet (Sociedad Nuevoleonesa de Historia, Geografía y Estadística), az Instituto Tecnológico y de Estudios Superiores de Monterrey tudományos-technológiai intézetet, bevezették a társadalombiztosítást, csatornázták a Santa Catarina folyót, befejezték a város vízellátórendszerét és a kulturális életet is fejlesztették.
Később az agglomeráció terjeszkedése szükségessé tette a belső utcahálózat fejlesztése mellett elkerülő utak és többszintes csomópontok létesítését. Emellett a belvárost is átépítették, kialakítva a Gran Plaza nevű teret, számos üzletközpont, oktatási, egészségügyi és szociális intézmények épültek.

## Földrajz

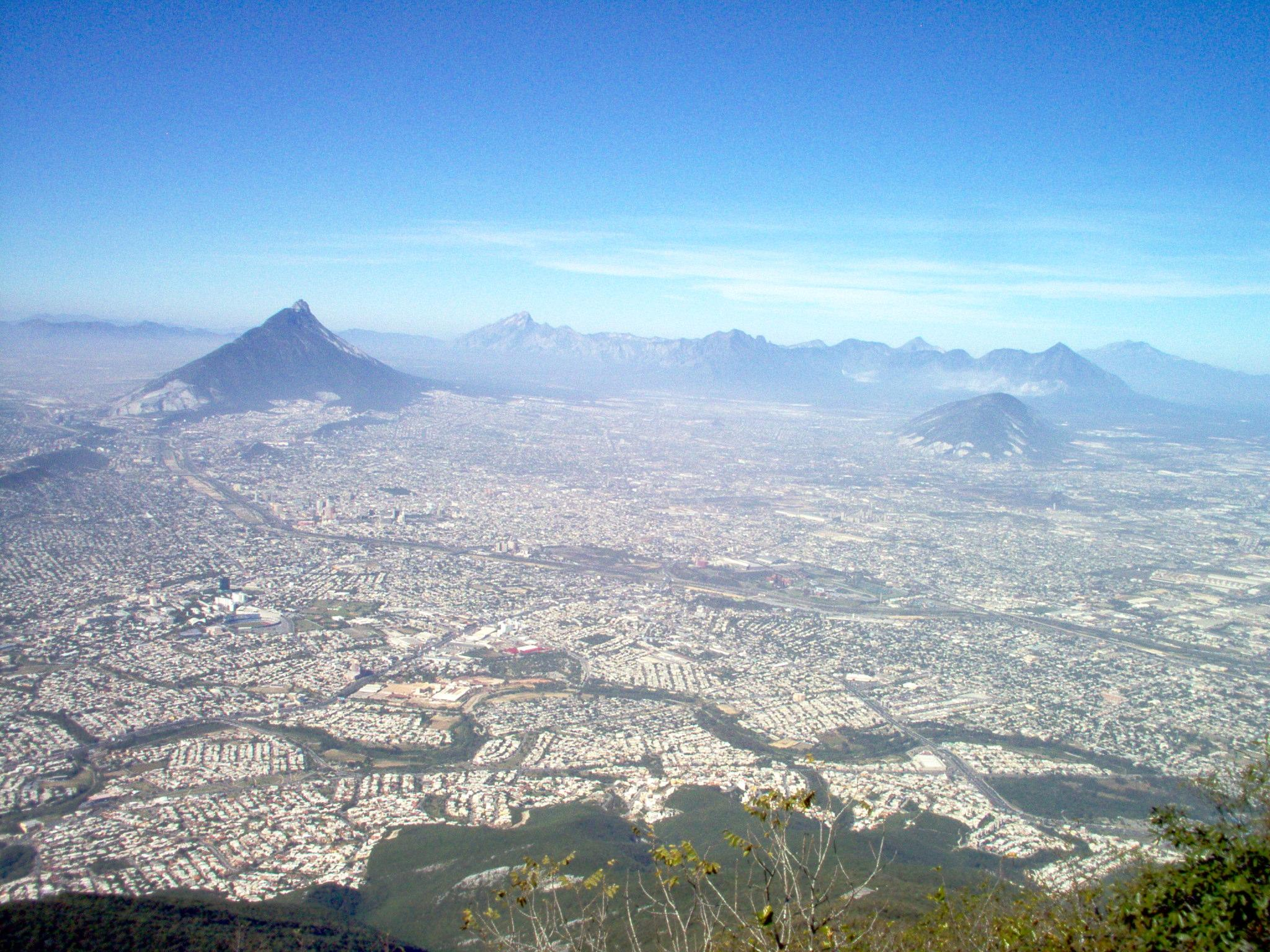
Az agglomeráció látképe

A város egy Monclovától Ciudad Victoriáig nyúló hosszanti medencében fekszik, átlagosan 500-600 méteres magasságban, a környező hegyek a Keleti-Sierra Madre részei, némelyikük a 3000 m-es magasságot is meghaladja. A környék jelentősebb hegyei a Cerro del Topo, a Cerro de las Mitras, a Cerro de la Silla, a kisebbek közül a Loma Larga, a Cerro del Mirador és a Loma del Obispado. Szomszédos községei, északról indulva az óra járásával egy irányba haladva: General Escobedo, San Nicolás de los Garza, Guadalupe, Juárez, Santiago, Santa Catarina és San Pedro Garza García.
A város fő folyója a Santa Catarina, mely ugyan az év legnagyobb részében kiszárad, de az esős évszakokban áradásokat is okozhat. Régebben létezett egy Santa Lucía nevű patak is, mely ivóvízzel látta el a környéken letelepedő első lakókat. A város keleti részén végigfolyik még egy kisebb folyóvíz, az Arroyo de la Silla.
Jellemző növényei: a mezquite, különböző tölgyek, huizache-félék (ez több növénynemzetséget is jelent, pl. az akácia) és a maguey (agávé-féle). Állatvilága nem túl változatos: jelen vannak rókák, menyétek, oposszumok és többféle madár, köztük galambok.
Ásványkincsei között építőanyagok alapanyagai szerepelnek: mészkő, dolomit, kaolin, homok és gipsz.

### Éghajlat
Éghajlata igen forró, gyakran szélsőséges: a hőmérséklet havi átlaga 14,4 °C (január) és 28,6 °C (július) között ingadozik, de előfordult, hogy januárban a havi átlaghőmérséklet 8,2 °C volt, júliusban pedig 34,8 °C-os hónapos átlagot is mértek már. A hőmérséklet éves átlaga 22,3 °C, az eddig mért leghidegebb érték -7,5 °C volt, a maximum rekordja pedig 48,0 °C. A legtöbb csapadék júniustól szeptemberig hull, az éves átlag 591 mm. Tavasztól őszig a nyugati és a délkeleti szelek a leggyakoribbak, télen északi szél is fúj.
| Hónap                                   | Jan. | Feb. | Már. | Ápr. | Máj. | Jún. | Júl. | Aug. | Szep. | Okt. | Nov. | Dec. | Év   |
| --------------------------------------- | ---- | ---- | ---- | ---- | ---- | ---- | ---- | ---- | ----- | ---- | ---- | ---- | ---- |
| Rekord max. hőmérséklet (°C)            | 38,0 | 39,5 | 43,0 | 48,0 | 46,0 | 45,0 | 41,5 | 42,5 | 41,0  | 39,0 | 39,0 | 39,0 | 48,0 |
| Átlagos max. hőmérséklet (°C)           | 20,7 | 23,2 | 26,9 | 30,0 | 32,2 | 33,8 | 34,8 | 34,5 | 31,5  | 27,6 | 24,1 | 21,2 | 28,4 |
| Átlaghőmérséklet (°C)                   | 14,4 | 16,6 | 20,0 | 23,4 | 26,2 | 27,9 | 28,6 | 28,5 | 26,2  | 22,4 | 18,4 | 15,1 | 22,3 |
| Átlagos min. hőmérséklet (°C)           | 8,2  | 10,0 | 13,2 | 16,7 | 20,2 | 22,0 | 22,3 | 22,5 | 20,9  | 17,2 | 12,7 | 9,1  | 16,3 |
| Rekord min. hőmérséklet (°C)            | −7,0 | −7,0 | −1,0 | 5,0  | 8,0  | 11,5 | 11,0 | 16,5 | 2,0   | 2,0  | −5,0 | −7,5 | −7,5 |
| Átl. csapadékmennyiség (mm)             | 17   | 17   | 20   | 30   | 52   | 68   | 43   | 80   | 151   | 77   | 23   | 14   | 591  |
| Forrás: Servicio Meteorológico Nacional |      |      |      |      |      |      |      |      |       |      |      |      |      |

Időnként hurrikánok is elérik a várost: 2010-ben például az Alex névre keresztelt példány óriási pusztítást végzett Monterreyben, több mint 10 halálos áldozatot is követelve. A havazás igen ritka jelenség, bár például egyszer 1967-ben 8 óra alatt 51 cm hó is hullott.

### Városkép, magas épületek
A városban számos felhőkarcoló épült fel és a jövőben még többet terveznek építeni. Jelenleg a szűken vett Monterreynek 8 db 90 m-nél magasabb épülete van, de már épül mind közül a legnagyobb, a 47 szintesre (206 m magasra) tervezett Pabellón M. A már megépültek közül legmagasabb a 2010-ben épült és 180 méteres Centro de Gobierno Plaza Cívica, második helyen az Oficinas en el Parque Torre 2 irodaház áll, mely 1998-ban készült el és 115 m magas, míg a maga 111,4 méterre felnyúló magasságával harmadik helyre szorult a 2009-es építésű AVE Centro Médico Integral.
Azonban az agglomerációban ezeken kívül is számos, az előbb említetteknél is magasabb felhőkarcoló látható illetve áll építés alatt, ezekről bővebb információ itt olvasható: Monterreyi agglomeráció.

## Népesség
Bár Mexikóban a népesség növekedése igen gyors, Monterrey községben jóval lassabb. A születések száma viszont így is messze meghaladja a halálozásokét: 2011-ben 22 790-en születtek és 8651-en haltak meg a városban. A 12 községből álló agglomeráció lakossága azonban a többi községnek köszönhetően igen gyorsan növekszik. Ezeket a változásokat szemlélteti az alábbi táblázat:
| Év   | Lakosság (Monterrey község) | Lakosság (Monterreyi agglomeráció) |
| ---- | --------------------------- | ---------------------------------- |
| 1990 | 1 069 238                   | 2 666 809                          |
| 1995 | 1 088 143                   | 3 100 633                          |
| 2000 | 1 110 997                   | 3 374 361                          |
| 2005 | 1 133 814                   | 3 738 077                          |
| 2010 | 1 135 512                   | 4 089 962                          |

A 15-29 év közöttiek aránya a városban 25,5%, ami valamivel az állami átlag (26%) alatt van, a 60 év felettieké viszont meghaladja azt: 12,1% a 8,9%-kal szemben.

## Gazdaság

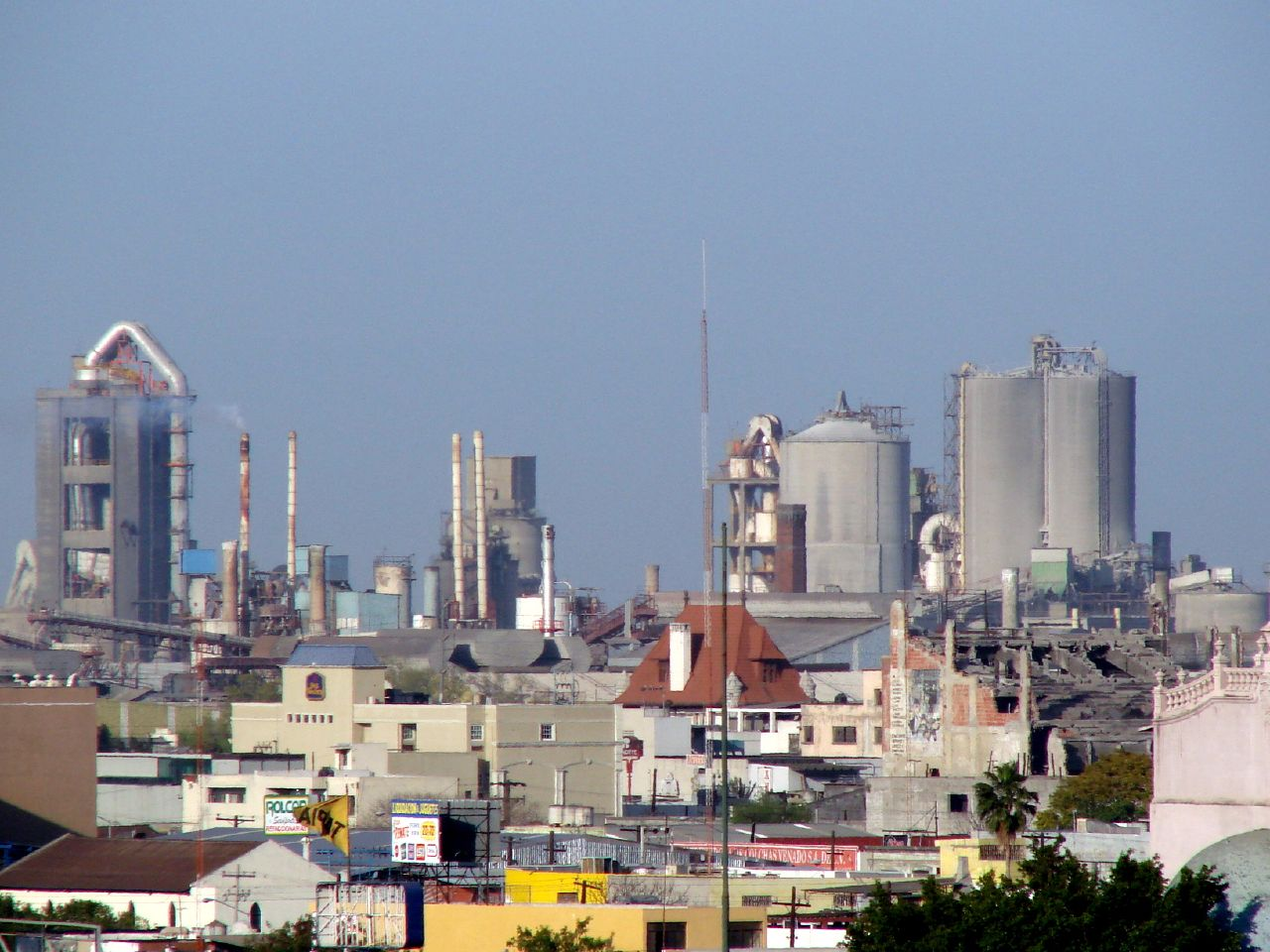
A CEMEX cementgyár

Monterrey az ország egyik legjelentősebb gazdasági központja. 1999-ben a Fortune magazin egész Latin-Amerika üzleti szempontból legjobb városának nevezte. Igen jelentős az acél- és cementipara (Cemex), itt működik a Coca Cola (FEMSA) és a Cuauhtémoc sörfőzde üzeme is, mely többek között a Sol, a Tecate és a Dos Equis söröket is előállítja. Emellett jelen van többek között a petrolkémiával, élelmiszerekkel, telekommunikációval és autóalkatrészekkel is foglalkozó Alfa, a dán játékgyártó, a LEGO, a telekommunikációs Axtel cég, az üveggel foglalkozó Vitro, az ágyakat és matracokat gyártó Selther, az élelmiszeripari Gruma, és a pénzügyi szolgáltatásokat nyújtó Banorte.
Itt található a Canadian Pacific Kansas City vasúttársaság egyik mexikói székhelye.

## Közlekedés
Monterreyen áthalad a Nuevo Laredónál Mexikó területére érkező és onnan délre tartó Pánamerikai főútvonal (helyi neve: Carretera Nacional), valamint a Carretera Interoceánica nevű 40-es főút, ami keresztben szeli át az országot: az Atlanti-óceán partján fekvő Matamorostól a Csendes-óceán partján felépült Mazatlánig. A Saltillón és Matehualán át Mexikóvárosba haladó főút a legfontosabbak közé tartozik.
Távolsági buszok indulnak Mexikó más városaiba éppen úgy, ahogy az USA területén találhatókba is.
Az agglomerációnak két nemzetközi repülőtere van: a General Mariano Escobedo nemzetközi repülőtér és a Del Norte nemzetközi repülőtér.
Három fő vasútvonal érinti Monterreyt: a Nuevo Laredo - Mexikóváros közötti, a Tampicóba induló és a Mazatlánba induló.
A városban két metróvonal (nevük: Metrorrey) üzemel: az 1-es vonal az északnyugati és a keleti részt köti össze a városközponttal, a 2-es vonal észak-déli irányban szeli át a várost. A két metró útja a Cuauhtémoc állomáson keresztezi egymást.
A szűken vett Monterreyben 2011-ben 489 493 autót és 4770 kamiont tartottak számon.

## Kultúra, turizmus

### Műemlékek
- Palacio del Obispado – püspöki palota: 1787-ben építtette Rafael Verger, a monda szerint egy éhínség után munkát adva ezzel a szegényeknek.
- Szeplőtelen fogantatás székesegyház – a templom a Zuazua és Padre Jardón utcák sarkán áll. 1663-ban kezdték építeni, 1735-ben már állt a főhajója, 1791 körül fejezték be.
- Capilla de los Dulces Nombres – egy 1850-ben épült kápolna, a Matamoros és a Dr. Coss utcák sarkán áll.
- Antiguo Palacio Municipal de Monterrey – a Zaragoza és a Corregidora utcák találkozásában áll. 1789-ben kezdték el építeni, ma a városi múzeum működik benne.
- Edificio del Colegio Civil – 1870-ben épült a Colegio Civil utcában.
- El Golfo vasútállomás – a 19. század végén épült, a Colón és Emilio Carranza utcák találkozásánál áll, a Mexikói-öböl felé vezető vasút végállomása volt.
- Casa del Campesino – eredetileg a kormányzó palotája volt, utána kórház.

### Emlékművek
- 1984-re készült el a Faro del Comercio nevű, közel 70 méter magas emlékmű a helyi kereskedelmi kamara alapításának századik évfordulójára. A tetején elhelyezett lézer éjszaka látványos fényekkel világítja be az eget.[15]

### Múzeumok

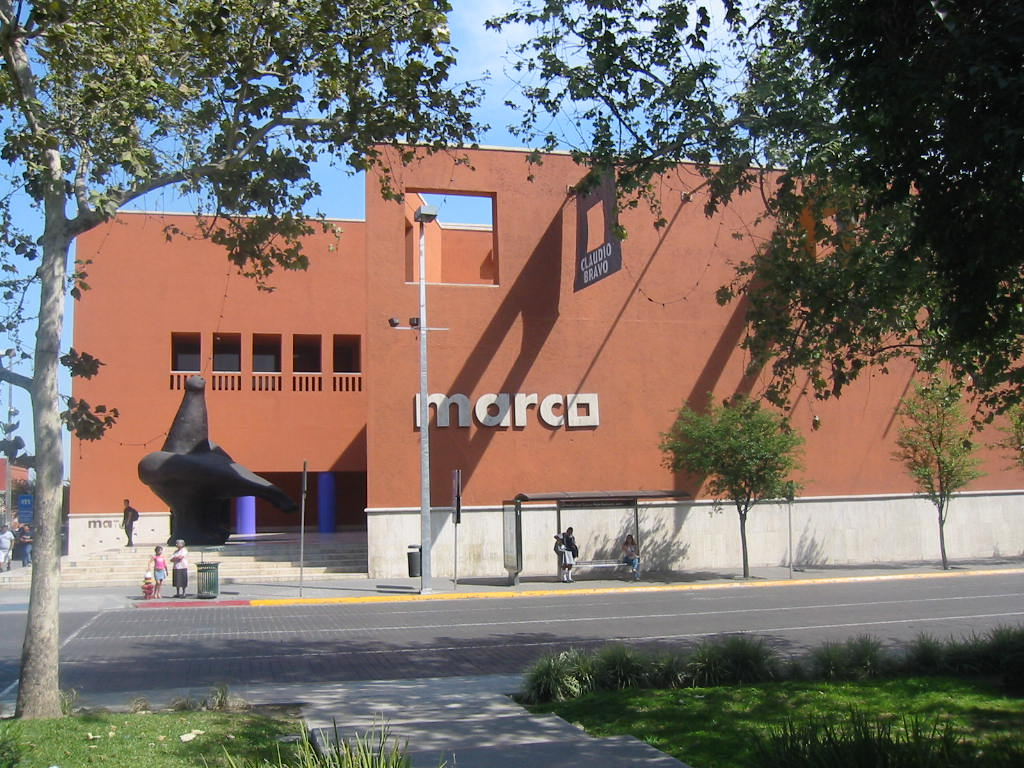
A „Marco” – kortárs művészeti múzeum

- Museo de Monterrey – nem egyszerű múzeum, hanem valóságos kulturális központ, rendezvényekkel. Művészeti kiállítása mellett érdekes a mexikói baseball hírességeit bemutató részlege is. A kiállítás a Cuauhtémoc sörfőzde kertjében működik.
- Museo Regional de Nuevo León – a püspökség dombján található, mely a város egyik legjobb kilátópontja. Látványos fény- és hangjátékairól is ismert.[4]
- Museo de Arte Contemporaneo (MARCO) – kortárs művészeti múzeum, egész Latin-Amerika legjelentősebb ilyen jellegű intézménye. 1991-ben nyitotta meg kapuit, azóta évente 3-4 időszaki kiállításnak is otthont ad, gyermekek számára is sok programot rendeznek. Épületét Ricardo Legorreta tervezte, előtte pedig Juan Soriano hatalmas, 4 tonnás galambszobra áll. A múzeumhoz tartozik még konferenciaközpont, könyvtár, mozi, színház, üzletek és kávézók.[16]
- Museo de Historia Mexicana – az 1994-ben nyílt múzeum az ország történetét mutatja be, szokták „a mexikóiság múzeumának” is emlegetni.
- Museo del Noreste (MUNE) – 6 teremben, 1600 m²-en mutatja be a környező mexikói államok és Texas történetét, 2007-ben nyílt meg.
- Museo del Acero Horno 3 – egy 1965-ben alapított acélgyárat mutat be, melynek 3. számú kohója 1500-2000 tonna kapacitású volt. Miután a gyár megszűnt, 2007-ben avatták fel benne ezt az érdekes múzeumot.[17]
- Planetario Alfa – különleges futurisztikus formájú épület: egy 63°-ban megdöntött henger, mely 40 méter átmérőjű és 34 méter magas. Különféle kiállításokat tartalmaz (köztük régészetit is), valamint egy kb. 400 férőhelyes IMAX-mozit. Közelében egy csillagvizsgáló is működik.[18]
- Centro de las Artes Pinacoteca de Nuevo León – képtár, ingyenes belépéssel.[19]

### Hagyományok, zene, kézművesség
A városban több hagyományos ünnepséget szerveznek évente. Március 21-én Benito Juárez születésnapját ünneplik, de egyúttal tavaszváró felvonulást is tartanak a város beöltözött óvodásai, április 30-án pedig gyermeknapot rendeznek. Mexikó függetlenségének napján, szeptember 15-én pedig zenés-énekes-játékos mulatságot tartanak a főtéren, az állam kormányzója e napon minden évben jelképesen kikiáltja a függetlenséget, másnap pedig katonai felvonulással tisztelegnek a régi események előtt. Szeptember 20-án a városalapítás évfordulóját, október 31-én pedig álarcos bulikkal a boszorkányok éjszakáját ünneplik. November 20-án, a forradalom évfordulóján ugyancsak katonai felvonulást, december 12-én pedig vallási ünnepet tartanak: ekkor ünneplik a Guadalupei Szűzanya napját, vallásos előadásokkal és misékkel, de egyúttal zenés mulatságokkal is egybekötve.
Régen gyakran szólalt meg ezen a vidéken együtt az ősi ütőhangszer, a teponaztli és a régi fúvós hangszer, a chirimía. Ennek továbbéléseként a tamborilerók ma is gyakran zenélnek dobon és klarinéton, leginkább a polka, a huapango, a chotíz, a redoba és a jota ütemeit játsszák. Újabb születésű és egész Új-Leónban népszerű stílus, amikor harmonikán, bajo sextón és nagybőgőn zenélnek együtt.
A város kézművesei között ma is találhatunk szíjgyártókat, fazekasokat, modern keramikusokat, üvegfújókat, kristálymetszőket, kovácsokat, papírvirág-készítőket, ixtleszőnyeg-készítőket és fafaragókat.

## Sport
A város legkedveltebb sportja a labdarúgás: jelenleg két csapata is az első osztályú bajnokságban szerepel: a Rayados de Monterrey és az egyetemi csapat, a Tigres (más néven UANL). A két csapat klasszikus rangadója a Clásico Regiomontano. A Rayados eddig 4, a Tigres 6 bajnoki címet szerzett.
2009-ben indult útjára az „international” kategóriájú női tenisztorna, a Monterrey Open. Babos Tímea 2012-ben ezen a versenyen szerezte meg pályafutása első WTA-győzelmét, majd 2013-ban párosban is nyert.